# Nazionale maschile di pallanuoto della Russia
La nazionale di pallanuoto maschile della Russia (Мужская национальная сборная России по водному поло) è la rappresentativa pallanuotistica della Russia in campo maschile nelle competizioni internazionali. La sua federazione di riferimento è la Federatsija Vodnogo Polo Rossij, la federazione russa che governa la sola pallanuoto.
La squadra è l'erede principale dell'Unione Sovietica ed esiste dal suo scioglimento; compete nelle gare internazionali dal 1993. Diversamente dall'Urss, la Russia è salita sul podio delle tre principali manifestazioni (Olimpiadi, Mondiali ed Europei) senza però conquistare il gradino più alto. Tuttavia può vantare un successo in Coppa del Mondo ed uno in World League.

## Risultati

### Massime competizioni
Olimpiadi
- 1996 5º
- 2000  Argento
- 2004  Bronzo

Mondiali
- 1994  Bronzo
- 1998 6º
- 2001  Bronzo
- 2003 10º
- 2005 7º
- 2007 7º

Europei
- 1993 6º
- 1995 6º
- 1997  Bronzo
- 1999 5º
- 2001 5º
- 2003 4º
- 2006 9º
- 2008 10º
- 2010 11º
- 2014 11º
- 2016 8º
- 2018 7º
- 2020 8º

### Altre
Coppa del Mondo
- 1993 5º
- 1995  Bronzo
- 1997| 4º
- 1999 4º
- 2002  Oro
- 2006 8º

World League
- 2002  Oro
- 2005 6º
- 2006 Turno di qualificazione
- 2007 Turno di qualificazione
- 2008 Turno di qualificazione
- 2009 Turno di qualificazione
- 2010 Turno di qualificazione
- 2011 Turno di qualificazione
- 2012 Turno di qualificazione
- 2013 5º

## Formazioni

### Olimpiadi
Giochi olimpici - Atlanta 1996Apanasenko • Dugin • Garbuzov • Gorškov • Ivlev • Karabutov • Konstantinov • Kozlov • Maksimov • Panfili • Smolovoy • Eryšov • Yevstigneyev, CT: Aleksandr Kabanov
Giochi olimpici - Sydney 2000Zinnurov · Stratan · Chomakhidze · Zakirov · Kozlov · Maksimov · Rekečinskij · Garbuzov · Gorškov · Jacev · Balašov · Dugin · Eryšov, CT: Aleksandr Kabanov
Giochi olimpici - Atene 2004Balašov · Chomakhidze · Eryšov · Fëdorov · Garbuzov · Gorškov · Kozlov · Maksimov · Rekečinskij · Stratan · Jurčik · Zakirov · Zinnurov, CT: Aleksandr Kabanov

### Altre
- World League - Patrasso 2002 -  Oro:

Revaz Chomakhidze, Denis Denisov, Aleksandr Eryšov, Aleksandr Fëdorov, Sergej Garbuzov, Dmitrij Gorškov, Dmitrij Irišičev, Nikolaj Kozlov, Nikolaj Maksimov, Andrej Rekečinskij, Dmitrij Stratan, Marat Zakirov, Irek Zinnurov.
- Coppa del Mondo - Belgrado 2002 -  Oro:

Revaz Chomakhidze, Denis Denisov, Aleksandr Eryšov, Aleksandr Fëdorov, Sergej Garbuzov, Dmitrij Gorškov, Jurij Jacev, Nikolaj Kozlov, Nikolaj Maksimov, Andrej Rekečinskij, Dmitrij Stratan, Marat Zakirov, Irek Zinnurov.

## Rosa attuale
Convocati per gli Europei di Belgrado 2016. Sono riportate le squadre di militanza di ciascun giocatore nel momento dell'inizio della manifestazione.
| N° | Nome              | Ruolo | Data di nascita   | Squadra           |
| -- | ----------------- | ----- | ----------------- | ----------------- |
|    | Anton Antonov     | P     | 1º giugno 1983    | Dinamo Astrachan' |
|    | Kirill Korneev    | P     | 29 settembre 1994 | Dinamo Astrachan' |
|    | Michail Krasnov   |       | 17 giugno 1991    | Dinamo Astrachan' |
|    | Aleksej Bugajčuk  |       | 30 marzo 1989     | Dinamo Mosca      |
|    | Dmitrij Cholod    |       | 16 gennaio 1992   | Dinamo Mosca      |
|    | Lev Magomaev      |       | 1º febbraio 1989  | Dinamo Mosca      |
|    | Daniil Merkulov   |       | 3 marzo 1997      | Kinef Kiriši      |
|    | Kirill Nikolaenko |       | 19 luglio 1989    | Kinef Kiriši      |
|    | Artëm Odincov     |       | 16 gennaio 1988   | Sintez Kazan'     |
|    | Adel' Ginijatov   |       | 22 gennaio 1996   | Šturm             |
|    | Igor' Byčkov      |       | 21 gennaio 1994   | Spartak Volgograd |
|    | Sergej Lisunov    |       | 12 ottobre 1986   | Spartak Volgograd |
|    | Andrej Balakirev  |       | 31 marzo 1996     |                   |